# Chie Nakamura
Chie Nakamura (jap. 中村 千絵 Nakamura Chie; ur. 14 maja 1978) – japońska seiyū pochodząca z Tokio, pracuje dla Axlone. Najbardziej znana z roli Sakury Haruno w anime Naruto.

## Filmografia

### Anime
- Gilgamesh (Kiyoko Madoka)
- K-On! (Mrs. Kawakami)
- Brama piekieł (Brita)
- Oh! My Goddess (Satoko Yamano)
- Księga przyjaciół Natsume (Winged Yōkai)
- Eureka Seven AO (Rebecka Hallström)
- Musashi (Yumehime)
- Sakura Haruno w:
  - Naruto
    - Naruto the Movie: Ninja Clash in the Land of Snow
    - Naruto the Movie 2: Legend of the Stone of Gelel
    - Naruto the Movie 3: Guardians of the Crescent Moon Kingdom
    - Naruto 6: Road to Ninja

  - Naruto Shippūden
    - Naruto: Shippūden the Movie
    - Naruto Shippūden 2: Bonds
    - Naruto Shippūden 3: Inheritors of the Will of Fire
- Gankutsuō (Eugénie de Danglars)
- Weiß Kreuz OVA (Reina)
- ×××HOLiC (Nanami)
- Gintama (Tom)
- Zoids Fuzors (Sweet)
- Samurai Flamenco (Sumi Ishihara)